# Maukbach
Der Maukbach ist ein etwa sechs Kilometer langer Bach im bayerischen Landkreis Roth, der nach westlichem Lauf beim Kirchdorf Niedermauk der Gemeinde Röttenbach von rechts in die untere Schwäbische Rezat mündet.

## Geographie

### Verlauf
Der Maukbach entsteht im großen Waldgebiet zwischen dem Dorf Laffenau der Stadt Heideck im Osten und dem Dorf Mauk der Gemeinde Georgensgmünd im Westen auf etwa 400 m ü. NHN. Entstanden im Bereich eines Moores zwischen zwei von Ost nach West ziehenden Höhenrücken mit im Nordosten der Hohen Richt (ca. 445 m ü. NHN) und im Südwesten dem Hohen Stein (ca. 419 m ü. NHN) im Georgensgmünder Gemeindegebiet, zieht der Bach in sehr flacher Mulde westwärts durch den Wald, teilweise in einer schmalen Lichtungsaue, aus dem er erst etwa 300 Meter vor dem Ort Mauk in eine Rodungsinsel um das Dorf herum wechselt.
Etwa zwei Kilometer nach seinem Ursprung fließt er zwischen Mauk am rechten und Obermauk am linken Ufer hindurch. Weniger als einen halben Kilometer weiter westlich wird er in einer Kleinteichgruppe von der B 2 auf ihrem Abschnitt zwischen Roth und Pleinsfeld gequert. Noch einmal soviel weiter tritt er nach etwa zwei Dritteln seines Laufes wieder in ein Waldgebiet ein, in welchem er ins Gemeindegebiet von Röttenbach übertritt. Etwa ab dort läuft der bisher in flacher Landschaft fließende Maukbach in einer steilen, aber wenig breiten und nicht sehr tiefen Geländemulde, deren Flanken sich kurz vor dem Dorf Niedermauk abflachen.
Er durchquert den größtenteils linksseits liegenden Ort, wechselt für seine etwa 150 letzten Meter in deren Flusswiesenaue und mündet dann auf etwa 349 m ü. NHN von rechts in die untere Schwäbische Rezat.
Der Maukbach mündet nach etwa 6,1 km langem Weg mit mittleren Sohlgefälle von etwa 8,4 ‰ rund 51 Höhenmeter unterhalb seines Waldursprungs.
Der Maukbach hat nur kurze und namenlose Zuflüsse. Einige kleine Teiche liegen meist nahe am Lauf, fast alle in der Rodungsinsel um Mauk.

### Einzugsgebiet
Der Maukbach hat ein etwa 9,7 km² großes Einzugsgebiet, das naturräumlich zu den Rother Sandplatten im Unterraum Nürnberger Becken mit Sandplatten des Mittelfränkischen Beckens gehört. Im Untergrund steht bis an den Rand des Rezatstales der höhere Mittelkeuper (Sandsteinkeuper) an, ausgenommen das moorige Quellgebiet, das erst in viel jüngerer geologischer Zeit im Holozän entstand. Das Einzugsgebiet ist etwas überwiegend bewaldet, im Offenlandanteil liegen mehr Äcker als Wiesen. Der größere östliche Gebietsanteil gehört zur Gemeinde Georgensgmünd, den mündungsnahe westliche zur Gemeinde Röttenbach. Am Lauf liegen nur die drei Röttenbacher Orte Mauk, Obermauk und Niedermauk, daneben ragt noch ein Teil eines Gewerbegebietes von Röttenbach selbst über die südliche Wasserscheide herüber.
Reihum grenzen die Einzugsgebiete der folgenden Nachbargewässer an:
- Im Norden konkurriert noch mündungsnah kurz der nach dem Maukbach in die Schwäbische Rezat mündende, recht kleine Stöckachgraben, auf dem größeren mittleren und östlichen Abschnitt der nördlichen Wasserscheide aber der Wernsbach, der zur Rednitz läuft, zu der sich die Schwäbische Rezat bald nach dem Zufluss des Stöckachgraben mit der Fränkischen Rezat vereint;
- im Osten entsteht hinter kaum merklicher Wasserscheide ebenfalls in einem Moorgebiet der gegenläufig abfließende Hardgraben, der über die Roth weiter abwärts ebenfalls die Rednitz speist;
- im Süden läuft der Röttenbach parallel zum Maukbach zur Schwäbischen Rezat, er mündet nunmehr etwas aufwärts des Maukbachs in sie.